# Sampera
Sampera V.A.Funk & H.Rob., 2009 è un genere di piante angiosperme dicotiledoni della famiglia delle Asteraceae.

## Etimologia
Il nome del genere è stato dato in onore di Cristian Samper, direttore del "Natural History Museum" della "Smithsonian Institution".
Il nome scientifico del genere è stato definito per la prima volta dai botanici contemporanei Vicki A. Funk e Harold Robinson nella pubblicazione "Proceedings of the Biological Society of Washington"  (Proc. Biol. Soc. Washington 122(2): 155) del 2009.

## Descrizione
L'habitus delle piante di questo genere è arbustivo rampicante. Queste specie sono prive di latice. La pubescenza, bianco-tomentosa, è formata da peli semplici e si trova sugli steli e sulle superfici abassiali delle foglie, talvolta all'apice delle brattee involucrali. In alcuni casi la pubescenza è rigida. I fusti hanno una sezione subesagonale.
Le foglie in genere sono disposte lungo il fusto in modo opposto (possono essere presenti delle rosette basali); sono picciolate o raramente sono sessili. I piccioli possono essere alati oppure no. Alla base delle foglie possono essere presenti delle pseudostipole o dei dischi nodali, talvolta fusi nella guaina. Il contorno della lamina è intero con forme da ovate a oblungo-ovate. Le venature sono pennate. I bordi, continui, possono essere dentellati. La superficie può essere liscia oppure leggermente bollosa. La consistenza in genere è fogliacea oppure carnosa.
L'infiorescenza è formata da capolini di tipo radiato eterogamo. Le infiorescenze sono ascellari o terminali e i capolini sono disposti in modo spiciforme o racemoso. La struttura dei capolini è quella tipica delle Asteraceae: un peduncolo (densamente tomentoso) sorregge un involucro a forma ampiamente campanulata composto da 30 - 55 squame (o brattee) disposte in 4 - 5 serie in modo embricato e scalato che fanno da protezione al ricettacolo sul quale s'inseriscono due tipi di fiori: quelli esterni ligulati, disposti a raggiera e quelli interni tubulosi molto più numerosi. Le brattee hanno delle forme da ovate a lanceolate con apici da ottusi a strettamente acuti. Il ricettacolo, alveolato, spesso con creste o punte sporgenti, è nudo (senza pagliette). Lunghezza dei peduncoli: 5 cm.
I fiori sono tetra-ciclici (ossia sono presenti 4 verticilli: calice – corolla – androceo – gineceo) e pentameri (ogni verticillo ha in genere 5 elementi). I fiori si dividono in due tipi: del raggio e del disco. I fiori del raggio (ligulati e zigomorfi) sono di solito presenti (da 6 a 18), sono femminili e fertili. I fiori del disco (tubulosi e actinomorfi, da 10 a 34) sono in genere ermafroditi.
- Formula fiorale:

*/x K {\displaystyle \infty }, [C (5), A (5)], G 2 (infero), achenio
- Calice: i sepali del calice sono ridotti ad una coroncina di squame.

- Corolla: le ligule delle corolle dei fiori del raggio hanno delle forme ellittiche e terminano con tre denti, sono colorate di giallo; le gole dei fiori del disco sono strette, mentre i lobi (5) sono a forma lanceolata, il colore è giallo.

- Androceo: gli stami sono 5 con filamenti liberi, distinti e lisci, mentre le antere sono saldate in un manicotto (o tubo) circondante lo stilo. Le antere hanno delle code digitate e le teche sono pallide. Il polline è ricoperto da spine in modo uniforme. Il polline è sferico (diametro: 30 - 37 micron), e tricolporato, echinato (non è mai costato).

- Gineceo: lo stilo è filiforme, mentre gli stigmi dello stilo sono due, lunghi e divergenti. L'ovario è infero uniloculare formato da 2 carpelli. Gli stigmi in genere sono corti e filiformi ed hanno la superficie stigmatica (papille) interna. La parte superiore dello stilo può essere pelosa (quella basale è glabra).

I frutti sono degli acheni con pappo. La forma dell'achenio è prismatica con 5 - 8 nervature, recanti setole contorte e piccoli punti ghiandolari. Le pareti dell'achenio hanno dei rafidi a sezione subquadrata. Il pappo, più o meno a due serie, è formato da 20 – 35 setole capillari (la serie esterna ha 7 - 20 setole corte o squamelle).

## Biologia
- Impollinazione: l'impollinazione avviene tramite insetti (impollinazione entomogama tramite farfalle diurne e notturne).
- Riproduzione: la fecondazione avviene fondamentalmente tramite l'impollinazione dei fiori (vedi sopra).
- Dispersione: i semi (gli acheni) cadendo a terra sono successivamente dispersi soprattutto da insetti tipo formiche (disseminazione mirmecoria). In questo tipo di piante avviene anche un altro tipo di dispersione: zoocoria. Infatti le brattee dell'involucro possono agganciarsi ai peli degli animali di passaggio disperdendo così anche su lunghe distanze i semi della pianta.

## Distribuzione e habitat
La distribuzione delle piante di questo genere è relativa alla Colombia, Ecuador e Perù.

## Tassonomia
La famiglia di appartenenza di questa voce (Asteraceae o Compositae, nomen conservandum) probabilmente originaria del Sud America, è la più numerosa del mondo vegetale, comprende oltre 23.000 specie distribuite su 1.535 generi, oppure 22.750 specie e 1.530 generi secondo altre fonti (una delle checklist più aggiornata elenca fino a 1.679 generi). La famiglia attualmente (2021) è divisa in 16 sottofamiglie.

### Filogenesi
Le piante di questa voce appartengono alla tribù Liabeae della sottofamiglia Vernonioideae. Questa assegnazione è stata fatta solo ultimamente in base ad analisi di tipo filogenetico sul DNA delle piante. Precedenti classificazioni descrivono queste piante nella sottofamiglia Cichorioideae oppure (ancora prima) i vari membri di questo gruppo, a dimostrazione della difficoltà di classificazione delle Liabeae, erano distribuiti in diverse tribù: Vernonieae, Heliantheae, Helenieae, Senecioneae e Mutisieae.
Le seguenti caratteristiche sono condivise dalla maggior parte delle specie della tribù:
- nei fusti è frequente la presenza di lattice;
- le foglie hanno una disposizione opposta e spesso sono fortemente trinervate con superfici inferiori tomentose;
- il colore dei fiori del raggio e del disco sono in prevalenza gialli o tonalità vicine;
- le corolle del disco sono profondamente lobate;
- le basi delle antere sono calcarate;
- le superfici stigmatiche sono continue all'interno dei rami dello stilo;
- il polline è spinoso e sferico.

Il genere di questa voce è descritto nella sottotribù Liabinae Cass. ex Dumort., una delle quattro sottotribù di Labieae. La sottotribù, nell'ambito della tribù, si trova in posizione "basale" e si è separata dal resto delle altre sottotribù subito dopo il genere Cacosmia. Il genere Sampera all'interno della sottotribù si trova insieme al genere Liabum; entrambi formano un "gruppo fratello"; i due generi rappresentano il "core" della sottotribù, ossia è uno degli ultimi gruppi ad essersi evoluto. In particolare il genere Sampera è stato costituito recentemente segregando alcune specie dal genere Oligactis. Evidenze sia dall'analisi del DNA (i due generi non formano un "gruppo fratello") che morfologiche giustificano la divisione del genere Oligactis.
I due generi differiscono dai seguenti caratteri:
- Genere Oligactis:

- le infiorescenze sono ascellari o terminali;
- i capolini sono disposti in modo spiciforme o racemoso;
- normalmente sono presenti 6 - 10 fiori per capolino;
- la superficie delle appendici delle antere è papillosa;

- Genere Sampera:

- le infiorescenze sono terminali;
- i capolini sono disposti in modo corimboso;
- normalmente sono presenti 18 - 50 fiori per capolino;
- la superficie delle appendici delle antere è liscia.

Il genere Oligactis e formato da un unico sottogenere: subgen. Andromachiopsis H. Rob. & Brettell
Il numero cromosomico delle specie di questo gruppo è: 2n = 18, 20, 32 e 39.

### Elenco delle specie
Per questo genere sono assegnate le seguenti 8 specie:
- Sampera asplundii (H.Rob.) V.A.Funk & H.Rob.
- Sampera coriacea  (Hieron.) V.A.Funk & H.Rob.
- Sampera cuatrecasasii  (M.O.Dillon & Sagást.) V.A.Funk & H.Rob.
- Sampera cusalaguensis  (Hieron.) V.A.Funk & H.Rob.
- Sampera ecuadoriensis  (Hieron.) V.A.Funk & H.Rob.
- Sampera ochracea  (Cuatrec.) V.A.Funk & H.Rob.
- Sampera pastoensis  (Cuatrec.) V.A.Funk & H.Rob.
- Sampera pichinchensis  (Hieron.) V.A.Funk & H.Rob.